# Сјургус Донигала
Сјургус Донигала (итал. Siurgus Donigala) је насеље у Италији у округу Каљари, региону Сардинија.
Према процени из 2011. у насељу је живело 2027 становника. Насеље се налази на надморској висини од 442 м.

## Становништво
Према резултатима пописа становништва 2011. у општини је живело 2.080 становника.
| 1931. | 1936. | 1951. | 1961. | 1971. | 1981. | 1991. | 2001. | 2011. |
| ----- | ----- | ----- | ----- | ----- | ----- | ----- | ----- | ----- |
| 2.051 | 2.125 | 2.837 | 2.860 | 2.390 | 2.293 | 2.202 | 2.189 | 2.080 |